# Самохин, Иван Никитович
Иван Никитович Самохин (1925—1991) — полковник Советской Армии, участник Великой Отечественной войны, Герой Советского Союза (1945).

## Биография
Иван Самохин родился 10 ноября 1925 года в деревне Бобровники (ныне — Боровский район Калужской области). В 1941 году окончил восемь классов Школы колхозной молодежи в деревне Абрамовское, затем работал в колхозе. В начале Великой Отечественной войны оказался в оккупации, после освобождения в январе 1943 года был призван на службу в Рабоче-крестьянскую Красную Армию. С мая того же года — на фронтах Великой Отечественной войны.
К августу 1944 года сержант Иван Самохин был наводчиком орудия 558-го стрелкового полка 159-й стрелковой дивизии 5-й армии 3-го Белорусского фронта. Отличился во время освобождения Литовской ССР. 16 августа 1944 года в бою у деревни Войтишки Мариямпольского уезда расчёт Самохина уничтожил 1 вражеский танк. Оставшись один в строю из всего расчёта, Самохин продолжал вести огонь, уничтожив ещё один танк и около 50 солдат и офицеров противника. Израсходовав все снаряды, он продолжал вести огонь из автомата. 17 августа 1944 года Самохин в числе первых вышел к государственной границе СССР с Восточной Пруссией.
Указом Президиума Верховного Совета СССР от 24 марта 1945 года за «мужество, отвагу и героизм, проявленные в борьбе с немецкими захватчиками» сержант Иван Самохин был удостоен высокого звания Героя Советского Союза с вручением ордена Ленина и медали «Золотая Звезда» за номером 7114.
После окончания войны Самохин продолжил службу в Советской Армии. В 1950 году он окончил офицерские курсы, в 1957 году — авиатехническое училище. В 1979 году в звании полковника Самохин был уволен в запас. Проживал и работал в Брянске.
Скончался 20 марта 1991 года, похоронен в Брянске.
Был также награждён орденами Отечественной войны 1-й степени, Красной Звезды и «За службу Родине в Вооружённых Силах СССР» 3-й степени, рядом медалей.